# 年老いた金貸し
『年老いた金貸し』（としおいたかねかし、西: Vieja usurera、英: The Old Usurer) は、スペインのバロック絵画の巨匠ホセ・デ・リベーラが1638年にキャンバス上に油彩で制作した絵画である。ナポレオン戦争中、パリのナポレオン美術館 (現在のルーヴル美術館) に所蔵されていた作品で、1930年にハビエル・ラフィッテ (Xavier Laffite) から寄贈されて以来、マドリードのプラド美術館に所蔵されている。

## 作品

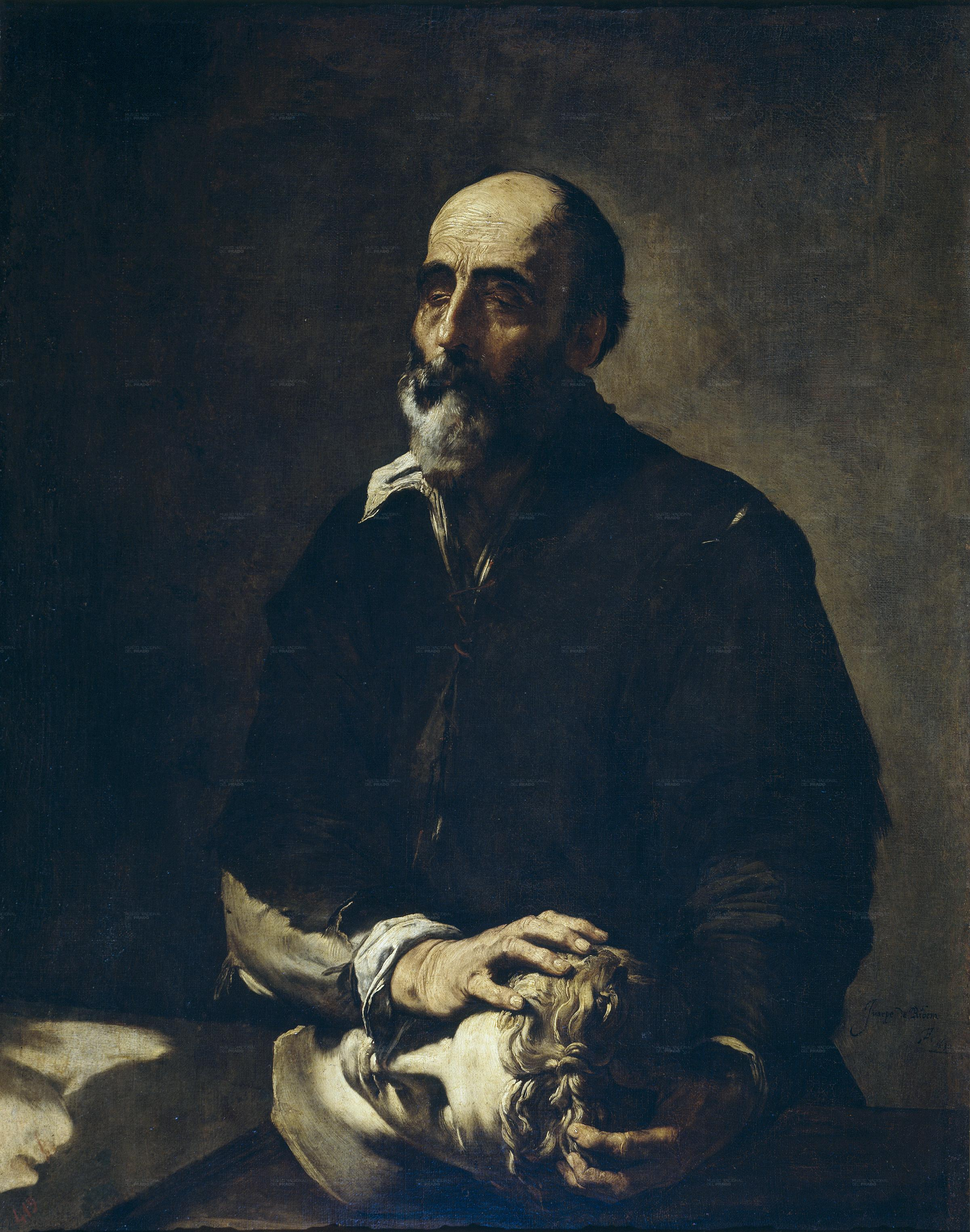
リベーラ『盲目の彫刻家』 (1632年)、プラド美術館、マドリード

リベーラは主に宗教的作品を描いたが、単独の人物を主人公にした作品も残している。それらは自然主義的技法で描かれ、寓意的な意味を持っている。リベーラは老人を描くことを好み、古代の作家や賢人を空想上の肖像画として表した。茶色の色調を用い、顔の皺が生む光と影のコントラストを強調した彼は、かつて「南方のレンブラント」とも呼ばれていた。
横顔の女性が秤を持つ本作は、17世紀の絵画に非常に典型的な人間の性格を表した習作で、対象に対するレンブラント的ともいえるアポローチを示している。もし彼女が若く、厳しい表情でなく、ぼろの服を纏っていなければ、おそらく「正義」の擬人像となっているであろう。しかし、老いた風貌、疑い深い表情、擦り切れた衣服から、彼女は老いた金貸し、あるいは、それ以上に「貪欲」の寓意であろう。
1630年代にリベーラは自身の技法をヴェネツィア派やボローニャ派に近づけていたが、本作は彼がカラヴァッジョの自然主義を引き続き保持していたことを示す。それはとりわけ秤と老女の人物像に明らかである。また、リベーラの若い時期の作品とは異なり、本作は素早く濃密な筆致によって特徴づけられる。